# الاجرد (السوادية)

تعديل مصدري - تعديل

الاجرد هي إحدى قرى عزلة ال منصور بني وهب بمديرية السوادية التابعة لمحافظة البيضاء، بلغ تعداد سكانها 385 نسمة حسب تعداد اليمن لعام 2004.